# 大寧州
大寧州，是元代所設置的一個州。屬夔州路。曾轄平利縣、洵陽縣、石泉縣、隆化縣、大昌縣五縣。在今之重慶市巫溪縣、陝西省平利縣、旬陽市、石泉縣一帶。

## 沿革
- 元至元二十年（1283年），升大寧監為大寧州，併大昌縣入[3]。
- 明洪武三年（1370年），明軍佔領平利縣、洵陽縣、石泉縣三縣，仍屬大寧州[4]。
- 洪武五年二月甲辰（1372年3月31日），四川大寧州屬平利縣、洵陽縣、石泉縣三縣，改隸陝西漢中府[5]。
- 洪武九年四月甲午（1376年4月29日），改大寧州為大寧縣[6]。